# Onuma Sittirak
Lỗi Lua trong Mô_đun:Navbar tại dòng 58: Tiêu đề không hợp lệ Onuma Sittirak<br><small>อรอุมา สิทธิรักษ์</small>.
Onuma Sittirak (tiếng Thái: อรอุมา สิทธิรักษ์; sinh ngày 13 tháng 06 năm 1986 ở Surat Thani, Thái Lan) cô là thành viên của Đội tuyển bóng chuyền nữ quốc gia Thái Lan với vị trí bắt Chủ Công. Cô hiện đang chơi cho câu lạc bộ JT Marvelous.

## Câu lạc bộ
- BEC World (2004)
- Filly (2005-2006)
- Vietnam (2007-2008)
- Federbrau (2008-2009)
- Zeiler Köniz (2009-2010)
- Kathu Phuket (2010)
- Dinamo Kazan (2010-2011)
- Chang (2010-2011)
- Kathu Phuket (2011-2012)
- Igtisadchi Baku (2012-2014)
- Nakhon Ratchasima (2013-2014)
- JT Marvelous (2014-)

## Khen thưởng

### Giải thưởng cá nhân
- 2004 Asian Club Championship "Miss Volleyball"
- 2009 Asian Championship "Most Valuable Player"
- 2009 Asian Club Championship "Most Valuable Player"
- 2009 Asian Club Championship "Best Spiker"
- 2010 Asian Club Championship "Best Scorer"
- 2010 Asian Club Championship "Best Spiker"
- 2011–12 Women's Volleyball Thailand League "Best Scorer"
- 2012 Asian Cup Championship "Most Valuable Player"
- 2012 Asian Cup Championship "Best Scorer"
- 2012 Asian Cup Championship "Best Spiker"
- 2012 7th Siamsport Awards "Athlete of the Year"
- 2013 Mthai Top Talk-About "Top Talk About Sport Woman"
- 2013 Thai-Denmark Super League "Most Valuable Player"
- 2013 World Grand Champions Cup "2nd Best Outside Spiker"
- 2013 8th Siamsport Awards "Popular Vote" [1]